# Lidzbark (gemeente)
De gemeente Lidzbark is een stad- en landgemeente in het Poolse woiwodschap Ermland-Mazurië, in powiat Działdowski.
De zetel van de gemeente is in Lidzbark.
Op 30 juni 2004 telde de gemeente 14 542 inwoners.

## Oppervlakte gegevens
In 2002 bedroeg de totale oppervlakte van gemeente Lidzbark 255,67 km², waarvan:
- agrarisch gebied: 44%
- bossen: 46%

De gemeente beslaat 26,51% van de totale oppervlakte van de powiat.

## Demografie
Stand op 30 juni 2004:
| Omschrijving                   | Totaal | Totaal | Vrouwen | Vrouwen | Mannen | Mannen |
| ------------------------------ | ------ | ------ | ------- | ------- | ------ | ------ |
| eenheid                        | aantal | %      | aantal  | %       | aantal | %      |
| inwoners                       | 14 542 | 100    | 7391    | 50,8    | 7151   | 49,2   |
| bevolkingsdichtheid (inw./km²) | 56,9   | 56,9   | 28,9    | 28,9    | 28     | 28     |

In 2002 bedroeg het gemiddelde inkomen per inwoner 1723,84 zł.

## Plaatsen
Adamowo, Bełk, Biernaty, Borówno, Bryńsk, Bryńsk-Ostrowy, Bryńsk Szlachecki, Chełsty, Cibórz, Ciechanówko, Dębowiec, Dłutowo, Glinki, Jamielnik, Jeleń, Kiełpiny, Klonowo, Koty, Kurojady, Lidzbark-Nadleśnictwo, Marszewnica, Miłostajki, Nick, Nowe Dłutowo, Nowy Dwór, Nowy Zieluń, Olszewo, Ostrowy, Piaseczno, Podcibórz, Sarnia Góra, Słup, Tarczyny, Wawrowo, Wąpiersk, Wlewsk, Zalesie, Zdrojek, Zielonka.

## Aangrenzende gemeenten
Bartniczka, Brzozie, Górzno, Grodziczno, Lubowidz, Płośnica, Rybno